# Hôpitaux universitaires de Genève
Die Hôpitaux universitaires de Genève (HUG) sind das Universitätsspital von Genf. Dazu gehören acht öffentliche Kliniken und 40 ambulante Abteilungen. Das Spital wurde im Jahr 1535 gegründet und umfasst seit 1995 die Mehrzahl der öffentlichen Kliniken des Kantons. Es hat heute über 10'000 Mitarbeiter und 1920 Betten.
Die WHO hat das Universitätsspital Genf zum Referenzspital für Spitalinfektionen bestimmt und damit zehn Jahre intensiver Forschungs- und Präventionsarbeit anerkannt und gewürdigt. Die Zahl der Infektionen konnte am HUG halbiert werden. Die entwickelte Präventivstrategie – als „Genfer Modell“ bekannt geworden – wird  bereits in mehreren Kliniken in Europa, in den USA, in Kanada, China und Japan umgesetzt.

## Geschichte
Das 1602 aus der Zusammenlegung von sieben mittelalterlichen Krankenhäusern entstandene Allgemeine Krankenhaus diente als Krankenhaus, Hospiz, Waisenhaus, Altersheim, psychiatrische Anstalt und Zuchthaus in einem.
Das 1856 zum Kantonsspital deklarierte Krankenhaus wurde 1995 im Rahmen der Reformen im Schweizer Gesundheitswesen in die Genfer Universitätskliniken überführt.
Heute fungieren diese als Ortskrankenhaus und Referenzspital für Spitzenmedizin. Ihre Hauptaufgaben sehen sie in der Bereitstellung medizinischer Versorgung für die Gesamtbevölkerung sowie in der Entwicklung von Exzellenzpolen in Zusammenarbeit mit der Universität Genf.
Geschichtliche Daten:
- 1602: Gründung des Allgemeinen Krankenhauses durch Zusammenlegen von sieben Krankenhäusern aus dem Mittelalter.
- 1712: Umzug des Allgemeinen Krankenhauses an den heutigen Standort des Genfer Justizpalastes.[5]
- 1856: Eröffnung des Kantonsspitals nach Ausgliederung der Sozialdienste, für die nun das Hospice général zuständig war.
- 1875: Errichtung der Entbindungsstation in der Rue Prévost-Martin, Beginn zahlreicher Neubauten auf dem Krankenhausgelände.[6]
- 1900: Eröffnung von zwei Anstalten ausserhalb der Stadtgrenzen: in Loëx für unheilbare, nicht-ansteckende Krankheiten und am Standort Bel Air (heute Belle-Idée) für psychiatrische Krankheiten[7][8]
- 1915: Aufbau der Chirurgie, wodurch sich Genf als Spitzenstandort etablieren und eine solide Tradition begründen konnte.
- 1943: Stufenweiser Aufbau des Standorts Cluse-Roseraie über einen Zeitraum von 50 Jahren.
- 1961: Eröffnung des Kinderkrankenhauses, damit erhielt die Genfer Pädiatrie eine wissenschaftliche Dimension mit direkter Anbindung an Forschung und Lehre.
- 1972: Eröffnung des Geriatrischen Krankenhauses (heute Hôpital des Trois-Chêne) als Konsequenz der Entstehung einer fortschrittlichen Altersmedizin und neuer Forschungsergebnisse auf dem Gebiet der Biologie des Alterns.
- 1992: Inbetriebnahme des neuen Operationstrakts mit hochmoderner technischer Ausstattung und Laminar-Flow-Technologie.
- 1995: Gründung der Universitätskliniken mit Umstrukturierung der öffentlichen Krankenhäuser in medizinische Abteilungen zur Förderung einer engen Zusammenarbeit mit dem Gesundheitsnetzwerk.
- 1995: Neugestaltung der Spitalkapelle mit Glasmalereien von Fritz J. Dold.
- 2001: Ausbau der Notfallstation, Entbindungsstation und des Kinderkrankenhauses.
- 2011: Beginn von zwei Bauvorhaben: ein Forschungslabor namens BatLab und ein neues Gebäude für stationäre Patienten mit Ein- und Zweibettzimmern.
- 2015: Eröffnung des Forschungslabors BatLab [Archiv].
- 2016: Eingliederung der Kliniken Joli-Mont (in Genf) und Montana (in Crans-Montana im Kanton Wallis) in die Genfer Universitätskliniken[9].
- 2017: Eröffnung des Gustave-Julliard-Gebäudes für stationäre Patienten.

## Lage
Die Genfer Universitätskliniken sind mit 40 ambulanten Einrichtungen im gesamten Kanton Genf vertreten. Die acht Krankenhäuser, die zu den Universitätskliniken gehören, verteilen sich auf sechs Standorte (Cluse-Roseraie, Beau-Séjour, Bellerive, Belle-idée, Loex und Trois-Chêne) sowie zwei Kliniken in den Kantonen Genf (Joli-Mont) und Wallis (Montana).
- Im Hauptkomplex am Standort Cluse-Roseraie befinden sich im Lina-Stern- und Gustave-Julliard-Gebäude die Notaufnahme, Intensivstation, die Operationstrakte sowie Untersuchungsgeräte, die dem aktuellen medizintechnischen Spitzenstand entsprechen. Zudem beherbergt der Komplex eine Abteilung für Privatpatienten. Die insgesamt sechs Gebäude am Standort Cluse-Roseraie bekamen 2016 neue Namen: Lina Stern, Valérie de Gasparin, Louise Morier, Jean-Louis Prévost, Gustave Julliard, David Klein.
- Die Entbindungsstation ist bezüglich der Geburtenzahlen die grösste in der Schweiz. Sie besteht aus prä- und postnatalen Pflegestationen, Kreisssälen und einem Operationstrakt sowie einer Einheit zur Behandlung von gynäkologischen und geburtshilflichen Notfällen und beherbergt zudem das Brustzentrum.
- Das Kinderkrankenhaus ist für die medizinische Versorgung von Patienten bis zum 16. Lebensjahr auf sämtlichen Fachgebieten zuständig (einschliesslich der Pädopsychiatrie, die Patienten bis zum 18. Lebensjahr aufnimmt); hier befindet sich auch das einzige Schweizer Zentrum für Lebertransplantationen bei Kindern.
- Im Krankenhaus Beau-Séjour kümmern sich Mitarbeiter aus verschiedenen Fachbereichen um Patienten, die an rheumatischen Erkrankungen leiden bzw. Rehabilitationstherapien oder Neuro-Rehabilitationstherapien benötigen. Das Krankenhaus verfügt über ein Schwimmbad, eine Kletterwand und Rehabilitationsgeräte, die mit Computer- und Robotertechnik arbeiten.
- Das Krankenhaus Trois-Chêne liegt inmitten einer riesigen Parkanlage. Hier werden Patienten in der Geriatrie oder im Rahmen von Rehabilitationstherapien stationär versorgt. Seit 2015 ist dieses Krankenhaus mit einer kompletten Bildgebungsplattform ausgestattet.
- Das Krankenhaus Loëx ist für die Versorgung von Patienten im Rahmen einer medizinischen Rehabilitation zuständig; zudem werden hier Patienten untergebracht, die auf die Aufnahme in eine andere Abteilung warten. Zudem befindet sich hier eine Tagesklinik und eine geriatrische Ambulanz[10].
- Das Krankenhaus Bellerive (früher Cesco) leistet Pionierarbeit auf dem Gebiet der Schweizer Palliativmedizin und nimmt darüber hinaus Patienten zur stationären Betreuung im Rahmen einer medizinischen Rehabilitation – beispielsweise in der Folge einer neurologischen Störung – auf.
- Im psychiatrischen Krankenhaus Belle-Idée sind einige Angebote der allgemeinen und spezialisierten Psychiatrie sowie eine Einheit für ambulante Geriatrie untergebracht.
- Die Klinik Joli-Mont nimmt Patienten zur Rehabilitation und postoperativen bzw. posttherapeutischen Betreuung auf.
- Die Klinik Montana ist auf Rehabilitationsmassnahmen in der allgemeinen, psychosomatischen und postoperativen Inneren Medizin sowie auf die Versorgung chronisch kranker Patienten spezialisiert.

## Aufgabenbereich
Die Genfer Universitätskliniken sind gesetzlich zur Abdeckung von drei Schwerpunkten verpflichtet:
- Pflege: Versorgung von 500.000 Einwohnern mit jährlich 118.000 Notaufnahmen.
- Lehre: In Zusammenarbeit mit der Medizinischen Fakultät der Universität Genf, den Berufsfachschulen (insbesondere der Haute École de Santé [HEDS] und dem CIS [Centre Interprofessionnel de Simulation]) bilden die Genfer Universitätskliniken jährlich über 900 Mediziner (Internisten und Oberärzte) sowie um die 200 Lehrlinge (im medizinischen, kaufmännischen und technischen Bereich) aus. Hinzu kommen über 2.200 Auszubildende aus den Bereichen Medizin, Gesundheitsfürsorge und anderen.
- Forschung: In Zusammenarbeit mit der Medizinischen Fakultät der Universität Genf und mit Unterstützung privater und öffentlicher Stiftungen führen die Genfer Universitätskliniken Forschungsprojekte zur Verbesserung der medizinischen Behandlung durch[11].

## Organisatorische Gliederung
Die Genfer Universitätskliniken sind in Zentren, medizinische Fachabteilungen, Geschäftsführung, Labore, Verwaltungsabteilungen und kleinere Einheiten untergliedert.
Medizinische Abteilungen:
- Abteilung für Anästhesiologie, Pharmakologie und Intensivmedizin
- Abteilung für Chirurgie
- Abteilung für Kinder- und Jugendmedizin
- Abteilung für Gynäkologie und Obstetrik
- Abteilung für Bildgebung und medizinische Informatik
- Abteilung für ambulante Medizin, Grund- und Notfallversorgung
- Abteilung für Genetische Medizin und Laborforschung
- Abteilung für Innere Medizin, Rehabilitation und Geriatrie
- Abteilung für klinische Neurowissenschaften
- Abteilung für Onkologie
- Abteilung für Rehabilitation und Palliativmedizin
- Abteilung für psychische Gesundheit und Psychiatrie
- Abteilung für Spezialität der Medizin

Labore für translationale Forschung:
- angegliedertes Labor der Fondation pour les nouvelles technologies chirurgicales (FNTC)
- Labor für zelluläre Therapien

Die Leitung der Universitätskliniken obliegt einem Verwaltungsrat; betriebswirtschaftliche Entscheidungen werden an den Vorstand delegiert, der aus Vertretern der unterschiedlichen Berufszweige besteht. Viele Führungsaufgaben werden auch auf Abteilungsebene geregelt.
Die Basis der Schweizerischen Rettungsflugwacht (Rega-HUG) am Genfer Flughafen wird mit Unterstützung der Genfer Universitätskliniken betrieben.

## Mitarbeiter
Die Genfer Universitätskliniken zählen zu den wichtigsten Arbeitgebern im Kanton Genf. 2017 waren an den Genfer Universitätskliniken insgesamt 11.560 Mitarbeiter aus 180 Berufen beschäftigt. Davon waren 56 % Pflegepersonal, 17 % Ärzte, 15 % im Verwaltungs- und 12 % im technischen und logistischen Bereich tätig. Vier von zehn Mitarbeitern haben Teilzeitstellen. Pro Jahr werden ca. 1.000 neue Mitarbeiter eingestellt.

## Aus- und Weiterbildung und wissenschaftliche Nachwuchsförderung
2016 wurden an den Genfer Universitätskliniken 742 Assistenzärzte, 160 Oberärzte, 1.612 Fachkräfte im Gesundheitswesen, 188 Lehrlinge, 1.166 medizinische Fachkräfte und 338 Auszubildende in anderen Berufen ausgebildet. Zudem nahmen über 10.500 Fachkräfte aus dem Bereich Gesundheit und Soziales aus dem Grossraum Genf an Weiterbildungsmassnahmen teil.

## Ärzte an den Genfer Universitätskliniken (Auswahl)
- Alfred Vaucher (1833–1901), Gynäkologie und Geburtshilfe
- Jean-Louis Prévost (1838–1927), Neurologie
- Georges de Morsier (1894–1982), Neurologie
- Gabrielle Perret-Gentil (1910–1999), Gynäkologie und Obstetrik
- Julian de Ajuriaguerra (1911–1993), Psychiatrie
- Susanne Suter (* 1943), Pädiatrie und Epidemiologie
- Theodor Landis (* 1945), Neurologie
- Charles-Henri Rapin (1947–2008), Geriatrie
- Barbara Polla (* 1950), Allergologie
- Pierre Pollak (* 1950), Neurologie
- Didier Pittet (* 1957), Infektiologie und Epidemiologie
- Daniel Schechter (* 1962), Psychiatrie